# Матеу, Карлос
Карлос Хавьер Матеу (исп. Carlos Javier Matheu; 13 мая 1985, Кильмес) — аргентинский футболист, защитник. Выступал за национальную сборную Аргентины.

## Биография
Матеу — воспитанник Индепендьенте, за который он дебютировал в 2004 году, однако твёрдым игроком основного состава стал примерно через два года, с приходом на пост главного тренера «Индепендьенте» легендарного в прошлом футболиста Хорхе Бурручаги. В конце 2006 года Матеу окончательно закрепился в центре обороны команды, хотя начинал карьеру в качестве правого защитника.
В «Индепендьенте» Карлос постепенно стал лидером на поле, а за своё умение грамотно выбирать позицию и боевые качества он получил от болельщиков прозвище «Маршал».
В 2008 году Матеу был близок к переходу в московский «Локомотив», который предложил за защитника 3,3 млн. долларов США. Однако в последний момент Матеу предпочёл перейти в итальянский «Кальяри». Проведя в этой команде один сезон, вернулся в «Индепендьенте», где стал капитаном команды. На данный момент «Индепендьенте» полностью выкупили права на Матеу у «Кальяри».
26 января 2010 года Карлос Матеу дебютировал в основном составе сборной Аргентины. «Альбиселесте» выиграла у сборной Коста-Рики со счётом 3:2, а сам Матеу получил во время игры травму колена.
В июле 2012 года Матеу подписал контракт с итальянским клубом «Аталанта».
В 2014—2018 годах выступал на родине за «Дефенсу и Хустисию», «Банфилд» и «Уракан». В середине 2018 года перешёл в уругвайский «Пеньяроль». Сыграл лишь четыре матча в Клаусуре чемпионата, которую в итоге выиграли «ауринегрос», а затем в финале обыграли «Насьональ». Несмотря на небольшое количество матчей, со своей новой командой стал чемпионом Уругвая.

## Титулы
- Чемпион Уругвая (1): 2018
- Обладатель Южноамериканского кубка (1): 2010